# Italijanski javor
Italijanski javor (znanstveno ime Acer opalus) je listopadno drevo iz družine sapindovk.

## Opis
Italijanski javor zraste od 10 do 15 metrov visoko, izjemoma pa lahko doseže celo 25 metrov višine. Deblo je pogosto ukrivljeno, krošnja pa je velika in zaokrožena ter proti vrhu zožena.
Usnjati listi so enostavni, dlanasto deljeni na tri do pet krp z zobčastim listnim robom, nameščeni pa so na 2-5 cm dolgih pecljih. Barva listov je temno zelena, po zgornji strani pa so listi gladki in svetleči. Jeseni se obarvajo živo rdeče.
Dvospolni cvetovi so belo zelenkaste barve, združeni pa so v viseča socvetja. Drevo cveti pred olistanjem. Oplojeni cvetovi se razvijejo v krilata 1,5-2,5 cm dolga semena, ki visijo v parih na dolgih pecljih. Kot med dvema semenoma je 90º, krilca pa so pri semenih zožena in se na sredini razširijo.

## Razširjenost in uporabnost
Ta vrsta javora uspeva v zahodnem Sredozemlju, najbolje na apnenčastih tleh. Razmnožuje se s semeni, ki jih raznaša veter.
Les italijanskega javora je svetlo rdečkast, gost in dokaj odporen. Iz njega izdelujejo glasbeni inštrumente, furnir in masivno pohištvo. Pogosto to vrsto javora sadijo v drevorede in parke. 